# Martina Opitz-Hellmann
Martina Opitz-Hellmann, född 12 december 1960 i Leipzig, är en före detta östtysk friidrottare (diskuskastare).
Opitz-Hellmann slog igenom vid VM 1983 där hon vann VM-guld med ett kast på 68,94. På grund av östblockets bojkott av Olympiska sommarspelen 1984 i Los Angeles kunde hon inte delta. Hon deltog vidare vid EM 1986 där hon bara blev bronsmedaljör. Vid VM 1987 i Rom försvarade hon sitt guld när hon vann med ett kast på 71,62 vilket fortfarande (2009) gäller som mästerskapsrekord. 
Vid Olympiska sommarspelen 1988 i Seoul blev hon även olympisk mästare med ett kast på 72,30 som även detta fortfarande (2009) räknas som mästerskapsrekord. Vid EM 1990 i Split blev hon åter bronsmedaljör. Hennes sista stora mästerskap blev VM 1991 i Tokyo där hon slutade på fjärde plats med ett kast på 67,14.

## Personligt rekord
Vid en tävling 1988 kastade Opitz-Hellmann 78,14 vilket är nästan två meter längre än världsrekordet. Emellertid räknades inte kastet som världsrekord eftersom det inte var en officiell tävling. Hennes personliga rekord på 72,92 är det tionde längsta kastet genom alla tider.